# ポール・ズーターマイスター
ポール・ズーターマイスター（Paul Sutermeister、1864年6月6日 - 1905年2月2日）は、スイスの作家。
民俗学者オットー・ズーターマイスターの息子で、医師・作家のハンス・マーティン・ズーターマイスターや作曲家のハインリヒ・ズーターマイスターは甥にあたる。

## 著書
- Der Dorfkaiser. 1898. ISBN 978-3226001884
- Ein Vierteljahrhundert Missionsarbeit im südlichen Afrika: Züge aus der Mission romande. 1898.
- Meta Heusser-Schweizer: Lebensbild einer christlichen Dichterin. 1898. ISBN 978-3226008722
- Burenfrauen: Episode aus dem Burenkriege. 1901. ISBN 978-3226009385